# Bárbara Mori
Bárbara Mori Ochoa (Montevideo, 1978. február 2. –) uruguayi születésű mexikói színésznő, modell.

## Élete és pályafutása
Apai nagyapja révén japán vér csörgedezik az ereiben. Uruguay fővárosában, Montevideóban született, de mexikói állampolgár. Két testvére, Kenia Mori és Kintaró Mori szintén színésznő. Szülei, Yuyi Mori és Rosario Ochoa Barbara hároméves korában elváltak. Kisgyermekkorát Mexikóban és Uruguayban töltötte, tizenhét éves koráig Mexikóvárosban élt.
Tizennégy éves korában, amikor pincérnőként dolgozott, Marcos Toledo divattervező felajánlotta, hogy manökenként foglalkoztatja. Tizenhét évesen függetlenné vált, és az unokatestvéreihez költözött. Tizenkilenc évesen találkozott a színész Sergio Mayerrel, akitől 1998-ban született fia, Sergio, de a pár sosem házasodott össze.
Később az El Centro de Estudios de Formación Actoralban tanult. Színészként az Al Norte del corazón című mexikói telenovellában debütált. Ezt követően a Tric Tac című szituációs komédiában szerepelt. A következő évben már a Mirada de mujerben játszott. A sorozatban játszott szerepéért megkapta első TVyNovelas-díját a legjobb új színésznő kategóriában.
1998-ban megkapta élete első főszerepét, Azult, az Azul Tequilában, amelynek társrendezője Mauricio Ochmann volt. Egy évvel később forgatták a Me muero por ti a Miami című sorozatot, amelyben a híres perui színész, Christian Meier partnere volt. 2000-ben szerepet kapott egy mexikói vígjátékban, az Inspiraciónban. Később számos telenovellában szerepelt, beleértve az Amor descaradót és a magasan minősített mexikói szappanoperát, a Rubí, az elbűvölő szörnyeteget, amelyért TVyNovelas-díjat kapott. 2005-ben főszerepet kapott a La mujer de mi hermanóban mint Zoe, a filmbéli férjét Christian Meier alakította, akivel már játszottak együtt a Me muero por tiben.
Barbarát korai stádiumú rákkal diagnosztizálták, de ma már büszke túlélő. Ennek kapcsán szerepelt az UniGlobe Entertainment egyik dokumentumfilmjében, amelyben olyan neves színészek beszélnek a rák elleni harcról és az akaraterőről, mint Olivia Newton-John, Diahann Carroll, Melissa Etheridge, Namrata Singh Gujral, Mumtaz és Jaclyn Smith, William Baldwin, Daniel Baldwin, Priya Dutt, akiknek életét érintette a rák, és sikeresen kigyógyultak belőle. A film narrátora Kelly McGillis.

## Filmográfia

### Filmek
| Év   | Cím     | Eredeti cím            | Szerep                        |
| ---- | ------- | ---------------------- | ----------------------------- |
| 2011 |         | Viento en contra       | Luisa Braniff                 |
| 2010 |         | Kites                  | Natasha / Linda               |
| 2010 |         | 1 a Minute             | Star                          |
| 2009 |         | Violanchelo            | Consuelo                      |
| 2008 |         | Cosas insignificantes  | Paola                         |
| 2007 |         | Por siempre            |                               |
| 2005 |         | Robots                 | Cappy (spanyol nyelvű verzió) |
| 2005 |         | La mujer de mi hermano | Zoe                           |
| 2005 | Belbecs | Pretendiendo           | Helena / Amanda               |
| 2000 |         | Inspiración            |                               |

### Telenovellák
| Év   | Cím                            | Eredeti cím                    | Szerep                                                      |
| ---- | ------------------------------ | ------------------------------ | ----------------------------------------------------------- |
| 2013 |                                | Dos Lunas                      | Soledad / Luna                                              |
| 2004 | Rubí, az elbűvölő szörnyeteg   | Rubí                           | Rubí Pérez Ochoa de Ferrer / Fernanda Martínez Rivera Perez |
| 2003 | Elbűvölő szerelem              | Amor descarado                 | Fernanda Lira                                               |
| 2003 | Női pillantás                  | Mirada de mujer: El regreso    | Mónica San Millán                                           |
| 2002 |                                | Súbete a mi moto               | Nelly                                                       |
| 2001 | A szerelem Istenei (342. rész) | Amor es... querer con alevosía | Carolina                                                    |
| 1999 |                                | Me muero por ti                |                                                             |
| 1998 | Azul Tekila                    | Azul Tequila                   | Azul Vidal / Soledad                                        |
| 1998 | Női pillantás                  | Mirada de mujer                | Mónica San Millán                                           |
| 1997 |                                | Al norte del corazón           |                                                             |

### Szituációs komédiák
| Év   | Cím     | Eredeti cím | Szerep            |
| ---- | ------- | ----------- | ----------------- |
| 1997 | Ide Oda | Tric Trac   | Espernza Finocoso |

## Fordítás
- Ez a szócikk részben vagy egészben  a   Bárbara Mori című angol Wikipédia-szócikk fordításán alapul.  Az eredeti cikk szerkesztőit annak laptörténete sorolja fel. Ez a jelzés csupán a megfogalmazás eredetét és a szerzői jogokat jelzi, nem szolgál a cikkben szereplő információk forrásmegjelöléseként.